# مدولنی
مدولنی تنها جٌنگ استودیویی گروه هیپ هاپ آمریکایی مدولین است که شامل رپر انگلیسی ام اف دووم و تهیه‌کننده آمریکایی مد لیب است. مدولنی در ۲۳ مارس ۲۰۰۴ در استون ترو رکوردز منتشر شد.
این جنگ بین سال‌های ۲۰۰۲ تا ۲۰۰۴ ضبط شده است. مد لیب اکثر بیت‌ها را در طول سفر به برزیل در اتاق هتل خود با استفاده از حداقل تجهیزات ایجاد کرد، یک سمپلر باس اس پی-۳۰۳، یکگرامافون و یک نوار چسب. چهارده ماه قبل از پخش آن یک نسخه آزمایشی ناتمام از آن به سرقت رفت و در اینترنت به بیرون درز کرد. این دو کار روی مدولنی را متوقف کردند و تنها پس از انتشار پروژه‌های انفرادی دیگر به آن بازگشتند.
در حالی که مدولنی تنها به موفقیت تجاری متوسطی دست یافت ولی توانست به یکی از پرفروش‌ترین جنگ‌های استون ترو رکوردز تبدیل شد. در نمودار بیلبورد ۲۰۰ ایالات متحده در رتبه ۱۷۹ قرار گرفت و توجه رسانه‌هایی را که معمولاً موسیقی هیپ هاپ را پوشش نمی‌دادند از جمله نیویورکر را به خود جلب کرد. مدولنی تحسین گسترده منتقدان را برای تولید و بیت‌های مد لیب و سروده‌های ام اف دووم دریافت کرد و از آن بیشتر به عنوان شاهکار ام اف دووم در نظر گرفته می‌شود. از زمان پخش آن بیشتر به به عنوان یکی از بهترین جنگ‌های هیپ هاپ تمام دوران و همچنین یکی از بهترین جنگ‌های تمام دوران در نظر گرفته می‌شود. مدولنی در فهرست «۵۰۰ جنگ برتر تمام دوران» مجله ان ان ای در رتبه ۴۱۱ قرار دارد. در فهرست «۵۰۰ جنگ برتر تاریخ» رولینگ استون در رتبه 365 و در «۲۰۰ آلبوم برتر هیپ هاپ» رولینگ استون در رتبه ۱۸ قرار دارد.
| بررسی جمعی           | بررسی جمعی |
| منبع                 | رتبه‌بندی   |
| -------------------- | ---------- |
| متاکریتیک            | 93/100     |
| بررسی انتقادی        |            |
| منبع                 | رتبه‌بندی   |
| AllMusic             | [ ۷ ]      |
| Alternative Press    | 5/5        |
| Entertainment Weekly | B          |
| Mojo                 | [ ۱۰ ]     |
| The Observer         | [ ۱۱ ]     |
| Pitchfork            | 9.4/10     |
| Q                    | [ ۱۳ ]     |
| Rolling Stone        | [ ۱۴ ]     |
| Slant Magazine       | [ ۱۵ ]     |
| The Village Voice    | A−         |

## فهرست ترانه ها
| شماره      | نام                                            | نویسنده(ها)                      | مدت   |
| ---------- | ---------------------------------------------- | -------------------------------- | ----- |
| ۱.         | «The Illest Villains»                          |                                  | ۱:۵۵  |
| ۲.         | «Accordion»                                    | Dumile Jackson Alfred Darlington | ۱:۵۸  |
| ۳.         | «Meat Grinder»                                 |                                  | ۲:۱۱  |
| ۴.         | «Bistro»                                       |                                  | ۱:۰۷  |
| ۵.         | «Raid» (featuring M.E.D. aka Medaphoar)        | Dumile Jackson Nick Rodriguez    | ۲:۳۰  |
| ۶.         | «America's Most Blunted» (featuring Quasimoto) |                                  | ۳:۵۴  |
| ۷.         | «Sickfit» (Instrumental)                       | Jackson                          | ۱:۲۱  |
| ۸.         | «Rainbows»                                     |                                  | ۲:۵۱  |
| ۹.         | «Curls»                                        |                                  | ۱:۳۵  |
| ۱۰.        | «Do Not Fire!» (Instrumental)                  | Jackson                          | ۰:۵۲  |
| ۱۱.        | «Money Folder»                                 |                                  | ۳:۰۲  |
| ۱۲.        | «Shadows of Tomorrow» (featuring Quas)         |                                  | ۲:۳۶  |
| ۱۳.        | «Operation Lifesaver AKA Mint Test»            |                                  | ۱:۳۰  |
| ۱۴.        | «Figaro»                                       |                                  | ۲:۲۵  |
| ۱۵.        | «Hardcore Hustle» (featuring Wildchild)        | Jackson Jack Brown               | ۱:۲۱  |
| ۱۶.        | «Strange Ways»                                 |                                  | ۱:۵۱  |
| ۱۷.        | «Fancy Clown» (featuring Viktor Vaughn)        |                                  | ۱:۵۵  |
| ۱۸.        | «Eye» (featuring Stacy Epps)                   |                                  | ۱:۵۷  |
| ۱۹.        | «Supervillain Theme» (Instrumental)            | Jackson                          | ۰:۵۲  |
| ۲۰.        | «All Caps»                                     |                                  | ۲:۱۰  |
| مجموع مدت: | مجموع مدت:                                     | مجموع مدت:                       | ۴۶:۲۲ |

## پرسنل
اعتبار از یادداشت های خط آلبوم اقتباس شده است. 
مدولین

- ام اف دووم – رپکن، تولید (track 1, voice skits) ، ضبط
- مدلیب – بیت، تولید، ضبط

پرسنل اضافی
- گرگ کره بادام زمینی - تهیه کننده اجرایی
- Allah's Reflection – آوازهای اضافی (track 17)
- دیو کولی – میکس، مسترینگ، ضبط
- جیمز ریتانو – تصویر
- Egon - هماهنگی پروژه
- میراندا جین – مشاور پروژه
- اریک کلمن - عکاسی
- جف جانک – طراحی

## نمودار

### Album
Original release
| Chart (2004)                        | Peak position |
| ----------------------------------- | ------------- |
| US Billboard 200                    | ۱۷۹           |
| US Billboard Top R&B/Hip-Hop Albums | ۸۰            |
| US Billboard Top Independent Albums | ۱۰            |
| US Billboard Top Heatseekers Albums | ۹             |

2014 re-release
| Chart (2014)                    | Peak position |
| ------------------------------- | ------------- |
| US Billboard 200                | ۱۱۷           |
| US Billboard Top Catalog Albums | ۱۷            |

Later entries
| Chart (2019–2022)                             | Peak position |
| --------------------------------------------- | ------------- |
| آلبوم‌های بلژیکی (اولتراتاپ فلاندرز)           | 67            |
| آلبوم‌های کانادایی (بیلبورد)                   | 64            |
| آلبوم‌های فرانسوی (اس‌ان‌ئی‌پی)                   | 116           |
| آلبوم‌های بریتانیا (شرکت جدول‌های رسمی)         | 58            |
| آلبوم‌های آراندبی بریتانیا (شرکت جدول‌های رسمی) | 3             |
| بیلبورد ۲۰۰ ایالات متحده                      | 73            |

### Singles
| Song           | Chart (2003)                       | Peak position |
| -------------- | ---------------------------------- | ------------- |
| "Money Folder" | US Billboard Hot R&B/Hip-Hop Songs | ۶۶            |

## گواهینامه ها
| منطقه                                                              | گواهی | واحد گواهی‌شده/فروش |
| ------------------------------------------------------------------ | ----- | ------------------ |
| بریتانیا (بی‌پی‌آی)                                                  | Gold  | ۱۰۰٬۰۰۰            |
| ایالات متحده (آرآی‌ای‌ای)                                            | Gold  | ۵۰۰٬۰۰۰            |
| * رقم فروش تنها بر پایهٔ گواهی‌ها. ^ رقم توزیع تنها بر پایهٔ گواهی‌ها. |       |                    |

## لینک های خارجی
- Madvillainy در دیسکاگز (فهرست انتشارها)
- Madvillainy on Stones Throw's official channel در یوتیوب